# 小椋久美子
小椋 久美子（おぐら くみこ、1983年7月5日 - ）は、三洋電機株式会社の元社員で、元女子バドミントン選手。現在はスポーツインストラクター。潮田玲子との女子ダブルスペア「オグシオ」として全日本大会5連覇。北京オリンピック出場（5位）。

## 人物
身長171cm。体重64kg。血液型A型。右利き。ニックネームはおぐっち。
趣味は小物集めや映画鑑賞。お気に入りの映画は『ラスト サムライ』。
野球観戦は三洋電機在籍時に興味を持ち、「阪神ファン」になったとTBS系列の週末スポーツニュース番組『S☆1』で公言した。

## 経歴
三重県三重郡川越町出身。川越町立川越南小学校に通っていた8歳のときよりバドミントンを始める。潮田とは同い年で小学生の頃から対戦しており、全国大会の常連となっていた。
川越町立川越中学校を卒業後、大阪の四天王寺高等学校に進学し下宿する。1年生の時、ジュニアナショナルチームの合宿で小椋と潮田はたまたまペアを組まされ、チーム1番手の正規ペアと対戦して勝ってしまった。3年生の時に正式にペアを組んだ。小椋の後衛から繰り出される破壊力のあるスマッシュが武器となった。
高校卒業を前に、地元の実業団入りか大学進学かで悩んでいた潮田を小椋が口説き落とし、2002年高校卒業後、潮田と共に三洋電機入社。同時に三洋電機バドミントン部に所属。
アテネ五輪出場を目指すが、2003年4月に潮田が虫垂炎、同年5月に小椋が足の指を骨折したことからアテネ五輪出場を逃す。国内大会では同年の全日本総合女子ダブルス準優勝。2004年には同年五輪代表選手であった山本静香・山田靑子ペアを破り初優勝（以降、2008年まで同大会5連覇を達成）。
2005年にはアジア選手権女子ダブルスで準優勝。デンマークオープンで、初の大型国際大会優勝。2006年末の第15回アジア大会では銅メダルを獲得。2007年8月、世界選手権では、準々決勝で周佳琦/辜姵婷（台湾）にストレート勝ちしベスト4入り。準決勝では連覇を狙った高崚/黄穂（中国）に1-2で惜しくも敗れたものの、山本・山田組以来4年ぶりとなる銅メダルを獲得。
2008年5月、前年4月からの五輪代表選考レースの結果、世界ランキング7位で北京オリンピック女子ダブルスへの出場権を獲得。小椋の腰椎捻挫再発によりベストコンディションには程遠い状態で8月の北京五輪に出場。1回戦は格下のデンマークペアにファイナルセットの接戦を制して勝利したが、続く準々決勝では優勝した中国ペアにストレートで敗れ、5位入賞。
北京五輪後、2008年11月、全日本総合バドミントン選手権大会を最後に潮田とのペア解消を表明。全日本総合バドミントン選手権大会では決勝で北京五輪4位入賞の末綱聡子・前田美順（「スエマエ」）ペアをストレートで破り優勝、大会5連覇を達成し、オグシオとしての有終の美を飾った。
（ここまで、詳細はオグシオを参照）
コンビ解消発表の時点でロンドンオリンピックの出場に明らかな意欲を示していたが、北京オリンピック以後は持病の腰痛の悪化に加え右足首などの故障もあり、2009年シーズンは日本リーグや全日本選手権などの公式戦に一度も出場しなかった。
2010年1月12日、現役引退を発表。その後、3月20日付で三洋電機を退職。
その後はカイエンタープライズ所属となりスポーツインストラクターへ転身。また2011年3月に山本大介（ラグビー選手）と結婚。
しかし2012年10月30日、自身のブログにおいて2012年9月に離婚届を提出していたことを報告した。
（公財）日本バドミントン協会の普及指導開発部のメンバーに選ばれている。
2023年4月15日、自身の公式サイトにて子供心理カウンセラーと、チャイルド心理カウンセラーの資格取得を報告した。
2024年3月22日、自身のSNSにて二年間在籍した愛知産業大学短期大学通信教育部（国際コミュニケーション科）の卒業と、保育士試験の合格を報告した。

## 主な戦歴

### 国内試合
- 2002年
  - 全日本社会人選手権大会 ダブルス3位
  - 全日本総合バドミントン選手権大会 シングルス優勝
- 2003年
  - 全日本総合バドミントン選手権大会 ダブルス準優勝
- 2004年
  - 日本ランキングサーキット大会 ダブルス3位
  - 全日本社会人選手権大会 ダブルス優勝
  - 全日本総合バドミントン選手権大会 ダブルス優勝
- 2005年
  - 日本ランキング大会 ダブルス3位
  - 全日本社会人選手権大会 ダブルス優勝-2連覇
  - 全日本総合バドミントン選手権大会 ダブルス優勝-2連覇
- 2006年
  - 全日本総合バドミントン選手権大会 ダブルス優勝-3連覇
- 2007年
  - 全日本総合バドミントン選手権大会 ダブルス優勝-4連覇
- 2008年
  - 全日本総合バドミントン選手権大会 ダブルス優勝-5連覇

### 国際試合
- 2003年
  - タイオープン ダブルス3位
  - アジアサテライト（タイ）ダブルス準優勝
- 2004年
  - ユーバー杯アジア予選 団体3位
- 2005年
  - 韓国オープン ダブルスベスト16、混合ダブルスベスト8
  - ドイツオープン 混合ダブルスベスト16
  - 全英オープン 混合ダブルスベスト16
  - ヨネックスオープンジャパン ダブルス3位
  - アジア選手権大会 ダブルス準優勝
  - デンマークオープン ダブルス優勝
- 2006年
  - 全英オープン ベスト8
  - ユーバー杯（国別対抗世界選手権）日本代表 団体ベスト8
- 2007年
  - 世界バドミントン選手権 ダブルス3位
- 2008年
  - 北京オリンピック ダブルス ベスト8

## 受賞歴
- 平成19年度文部科学省スポーツ功労者顕彰

## 本とDVD
- バドミントン世界選手権2007
- 熱闘 オグシオ Road to Champion
- オグシオ・ファイナル
- 小椋久美子&潮田玲子のバドミントンダブルスバイブル―基礎編
- 小椋久美子&潮田玲子のバドミントン ダブルスバイブル―レベルアップ編
- オグシオ!―小椋久美子&潮田玲子パーフェクトブック
- オグシオ・デイズ
- オグシオ公式写真集 ROAD TO BEIJING

## テレビ出演
- MBSテレビ「VOICE」（関西ローカルニュース＝オグシオ無名時代から放送）
- MBSテレビ 「ちちんぷいぷい」（2011年10月－隔週木曜日　コメンテーター）
- NHK『トップランナー』（2007年11月10日放送）
- テレビ東京『夢のスポーツマッチ』（2010年9月20日放送）
- NHK中部7県ブロック「金とく 清流日本一!宮川〜水の恵み 四季を旅する〜」（2013年4月12日） - ナビゲーター
- NHK Eテレ「テレビスポーツ教室」（バドミントン、2013年9月29日・10月6日） - 講師
- めちゃ2イケてるッ! 春の3時間超SP!【赤恥トップアスリート抜き打ち学力テスト】（2015年4月4日、フジテレビ）
- あいつ今何してる?（2016年1月20日　テレビ朝日）
- 帰れまサンデー（2016年10月16日　テレビ朝日）
- ドデスカ!（名古屋テレビ）
- 神々の庭へ石狩川源流紀行最初の一滴を求めて（2022年12月28日、BSテレ東）- 旅人